# کلیسای الصعود
کلیسای الصعود یک نمازخانه، مسجد و بست می‌باشد که در آغاز «کلیسا و صومعه» بود که بعداً تبدیل به مسجد اسلامی شد.
این صومعه بر روی کوه «الزیتون» در ارتفاع ۸۳۰ متری از دریا قرار گرفته و بلندترین ساختمان در «قدس» است.
بنا بر گفته مسیحیان این مکانی است که مسیح ۴۰ روز بعد از «روز رستاخیز» به آسمان رفت. این کلیسا بخشی از یک مجموعه بزرگتر است که از یک کلیسا و صومعه مسیحی و سپس یک مسجد اسلامی به نام زاویه العدویه ("زاویه ربیعه بصره") تشکیل شده است، در محلی قرار دارد که به طور سنتی اعتقاد بر این است که زمینی است که عیسی در آنجا عروج کرده است که بعد از قیامش وارد بهشت می‌شود. در آن تخته سنگی قرار دارد که گمان می‌رود ردپای او را در خود جای داده است.

## ساختمان کلیسا
کلیسای الصعود در سال ۳۹۲ میلادی ساخته شد و یک کلیسای یادگاری توسط «هیلانه» مادر امپراتور روم می‌باشد و بعداً این ساختمان در دوران صلیبی‌ها بازسازی شد.